# Wilton (condado de Monroe, Wisconsin)
Wilton es un pueblo ubicado en el condado de Monroe en el estado estadounidense de Wisconsin. En el Censo de 2010 tenía una población de 1027 habitantes y una densidad poblacional de 11,39 personas por km².

## Geografía
Wilton se encuentra ubicado en las coordenadas 43°51′24″N 90°29′33″O / 43.85667, -90.49250. Según la Oficina del Censo de los Estados Unidos, Wilton tiene una superficie total de 90.18 km², de la cual 90.18 km² corresponden a tierra firme y (0%) 0 km² es agua.

## Demografía
Según el censo de 2010, había 1027 personas residiendo en Wilton. La densidad de población era de 11,39 hab./km². De los 1027 habitantes, Wilton estaba compuesto por el 97.96% blancos, el 0.19% eran afroamericanos, el 0.1% eran amerindios, el 0.1% eran asiáticos, el 0% eran isleños del Pacífico, el 1.07% eran de otras razas y el 0.58% pertenecían a dos o más razas. Del total de la población el 1.07% eran hispanos o latinos de cualquier raza.